# Pallippadai
Pallippadai es una ciudad censal situada en el distrito de Cuddalore en el estado de Tamil Nadu (India). Su población es de 6369 habitantes (2011). Se encuentra a 41 km de Cuddalore.

## Demografía
Según el censo de 2011 la población de Pallippadai era de 6369 habitantes, de los cuales 3158 eran hombres y 3211 eran mujeres. Pallippadai tiene una tasa media de alfabetización del 89,02%, superior a la media estatal del 80,09%: la alfabetización masculina es del 93,54%, y la alfabetización femenina del 84,65%.